# Cichoriinae
Cichoriinae, podtribus glavočika jezičnjača, dio tribusa Cichorieae, porodica glavočike (Asteraceae). Sastoji se od nekoliko rodova.

## Rodovi
1. Arnoseris Gaertn.
2. Cichorium L.
3. Erythroseris N. Kilian & Gemeinholzer
4. Phalacroseris A. Gray
5. Rothmaleria Font Quer
6. Tolpis Adans.